# نجد العدلة (الملاجم)

تعديل مصدري - تعديل

نجد العدلة هي إحدى قرى عزلة ال غشام الملاجم بمديرية الملاجم التابعة لمحافظة البيضاء، بلغ تعداد سكانها 147 نسمة حسب تعداد اليمن لعام 2004.